# مارجي رايجر

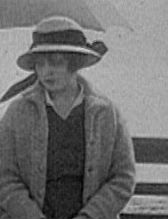
الممثلة مارجي رايجر

مارجي رايجر (بالإنجليزية:Margie Reiger ) ممثلة شاركت في عدة أفلام مع الممثل المعروف تشارلي تشابلن .

## روابط خارجية
- مارجي رايجر على موقع IMDb (الإنجليزية)
- مارجي رايجر على موقع ألو سيني (الفرنسية)
- مارجي رايجر على موقع أول موفي (الإنجليزية)
- مارجي رايجر على موقع قاعدة بيانات الأفلام السويدية (السويدية)
- مارجي رايجر على موقع قاعدة بيانات الفيلم (الإنجليزية)
- مارجي رايجر على موقع كينوبويسك (الروسية)